# Iona (del av en befolkad plats)
Iona är en del av en befolkad plats i Australien. Den ligger i kommunen Cardinia och delstaten Victoria, omkring 72 kilometer sydost om delstatshuvudstaden Melbourne.
Närmaste större samhälle är Pakenham South, omkring 15 kilometer väster om Iona.
Trakten runt Iona består till största delen av jordbruksmark. Runt Iona är det glesbefolkat, med 17 invånare per kvadratkilometer. Genomsnittlig årsnederbörd är 1 332 millimeter. Den regnigaste månaden är juni, med i genomsnitt 166 mm nederbörd, och den torraste är januari, med 57 mm nederbörd.